# Кирсанов, Михаил Иванович
Михаил Иванович Кирсанов (1 сентября 1929 — 23 января 2008) — шлифовщик Киржачского завода автотракторной осветительной арматуры «Автосвет» (г. Киржач), Герой Социалистического Труда.

## Биография
Родился в деревне Поляна (ныне — Думиничского района Калужской области).
Окончил школу рабочей молодёжи и машиностроительный техникум[уточнить]. С 1949 года более 50 лет работал шлифовщиком в ремонтно-механическом цехе завода «Красный Октябрь» (с 1992 — ОАО «Завод Автосвет») в городе Киржач Владимирской области. За трудовые достижения награждался орденом Ленина, присвоено звание Героя Социалистического труда.
Избирался делегатом XXIV (1971) и XXVII (1986) съездов КПСС, депутатом Киржачского райсовета.
В 2000 году вышел на пенсию.
Почётный гражданин г. Киржач и Киржачского района.

## Награды
- Орден Ленина (1966)
- Медаль «Серп и Молот» Героя Социалистического Труда и орден Ленина (1974)